# Cráter de Ulo
El Cráter de Ulo, también llamado Hoyada Ulo, es un cráter volcánico en el suroeste de Bolivia. Administrativamente se encuentra ubicado en el municipio de Llica de la provincia de Daniel Campos en el Departamento de Potosí. El cráter está ubicado a 4.017 metros sobre el nivel del mar, o 33 metros sobre el terreno circundante. Tiene un diámetro aproximado de 2,6 km, mientras que su base tiene unos 0.49 kilómetros de ancho. En su interior se encuentra un pequeño salar con un área de 0,4 km².
El cráter está dentro del Parque nacional Llica, y la localidad de Llica es la población más cercana, a 9,1 km al este del cráter de Ulo. En la región alrededor del cráter, las montañas y las llanuras son muy comunes. En la zona donde se ubica el Cráter de Ulo se puede observar un bosque de cactus columnares que crece en las laderas del cráter. Las planicies del cráter son de suelo arenoso donde crecen sobre todo tholares y pajonales.
Entre las especies de fauna se ha registrado la presencia de gatos andinos, vizcachas y llamas.